# Antoniterkloster Würzburg

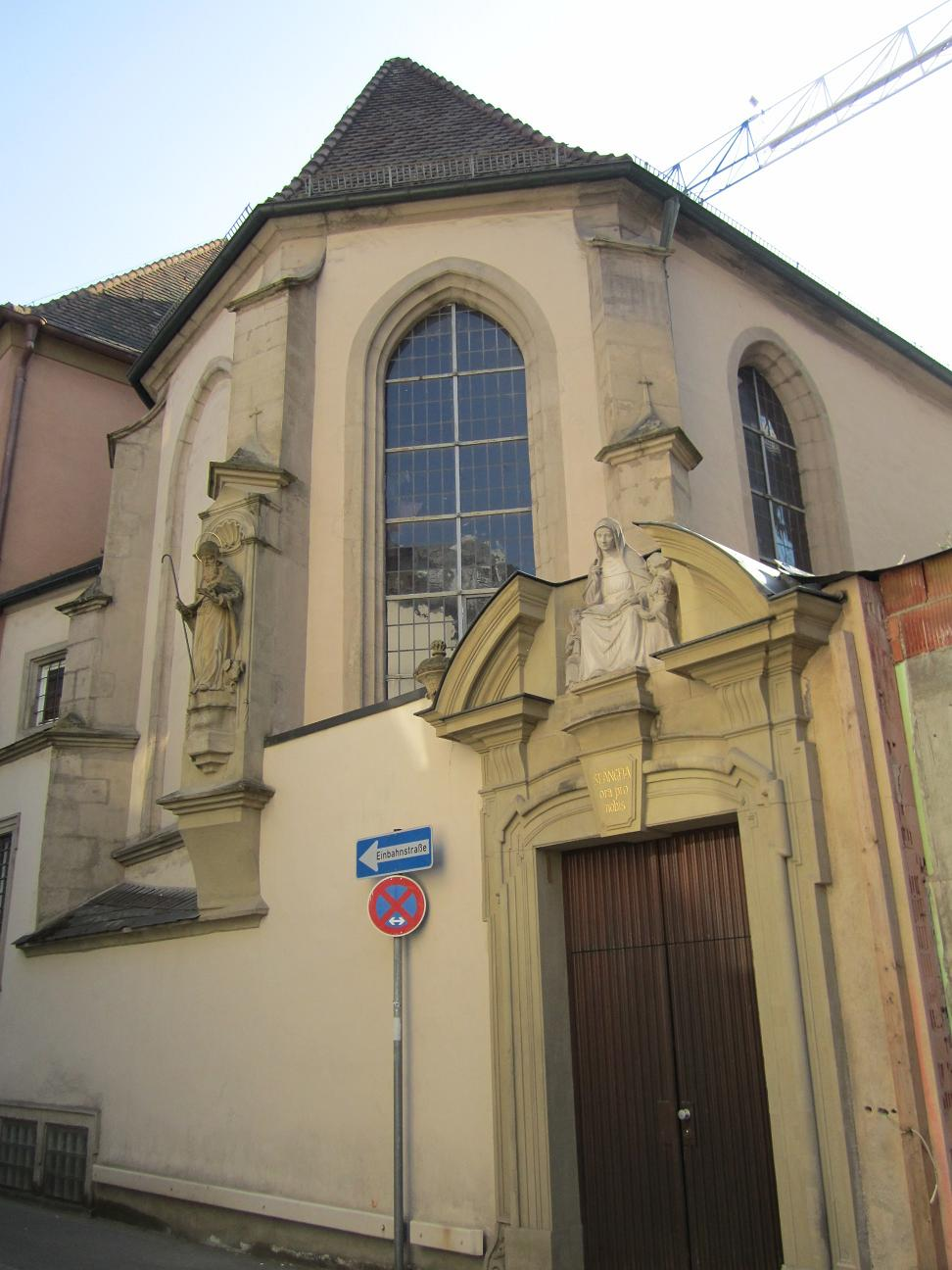
Die ehemalige Antoniterkirche Würzburg (links die Figur des Heiligen Antonius)

Das Antoniterkloster Würzburg ist ein ehemaliges Kloster der Antoniter in Würzburg in Bayern in der Diözese Würzburg.

## Geschichte
Das Kloster wurde 1434 gegründet und unterstand dem Präzeptorat Isenheim. Es wurde 1545 im Zuge der Reformation aufgelöst, Anfang Oktober 1545 wurde der Antoniushof an einen Bürger namens Mumpach verpachtet, der dort eine Gastwirtschaft einrichtete. Die 1610 restaurierte und wieder geweihte Kirche wurde mitsamt weiteren Gebäuden des Klosterkomplexes 1686 von der Stadt Würzburg erworben, 1725 von den Ursulinen übernommen und im Zweiten Weltkrieg schwer beschädigt. 1972 bis 1980 erfolgte der Wiederaufbau der Kapelle in der Ursulinengasse in vereinfachten Formen.